# 川越城
川越城，埼玉縣川越市的一座城堡。江戶時代是川越藩的藩庁地點。別名又稱河越城、初雁城、霧隠城。川越城是關東七名城之一。通常都稱呼為川越城，河越城是中世紀的講法，近代河越城多寫成川越城。